# Tipula rhimma
Tipula rhimma är en tvåvingeart som beskrevs av Alexander 1961. Tipula rhimma ingår i släktet Tipula och familjen storharkrankar. Inga underarter finns listade i Catalogue of Life.